# Pornói Rezső
Pornói Rezső, 1902-ig Káger Rezső Rudolf Sándor (Újfalu, 1892. február 24. – Rákospalota, 1959. augusztus 17.) magyar gimnáziumi énektanár, római katolikus kántor, egyházkarnagy.

## Élete
1892-ben született a Vas vármegyei Újfaluban (Várújfalu), amelyet később Sámfalvához csatoltak.
Tanítóképzőben kántori oklevelet szerzett, majd a Nemzeti Zenedében, utána pedig a Liszt Ferenc Zeneművészeti Főiskolán folytatta tanulmányait. Hegyi Emánuel tanította zongora szakon. 1913-ban kapta meg középiskolai énektanári oklevelét, ezután a rákospalotai Szent Erzsébet-templom vegyeskarának volt a karnagya. 1916 és 1918 között a budapesti Wagner Gimnázium énektanára és vegyeskarának vezetője volt, valamint a Szent László cserkészcsapat fúvószenekarának karnagya.
Testvére, Pornói János is, elhagyva a katonai pályát, testvérével, Pornói Rezsővel a rákosszentmihályi egyházközség szolgálatába állt, ahol Pornói Rezsőt kántorrá választották.
1959. augusztus 17-én hunyt el, 1959. augusztus 22-én délután helyezték örök nyugalomra a rákospalotai köztemetőben.
Zeneművei: misék, vegyes- és férfikarok, műdalok, nóták.

### Családja
Szülei: Káger János, újfalui (Woppendorf) iskolamester („ludirector”), aki Káger István bodnár („vietor”) fia volt, és Strauch Antónia, Strauch Ferenc pornói (majd 1899-től pornóapáti) uradalmi tiszttartó („provisor dominalis”) leánya. 1880. szeptember 29-én kötöttek házasságot Pornón, a menyasszony lakhelyén. A házaspárnak kilenc gyermeke született, közülük Pornói János (Újpest, 1898. december 27. – Budapest, 1961. május 20.), Rezső öccse, szintén kántor lett. 1915-ben vette feleségül Szemethy Vilmát Rákospalotán.